# Formule 1 v roce 1973
Sezóna Formule 1 1973 byla 24. sezónou Mistrovství světa Formule 1, závodní série pořádané pod hlavičkou Mezinárodní automobilové federace (FIA). Sezóna zahrnovala 15. mistrovských a 2 nemistrovské závody. Mistrovství světa se konalo mezi 28. lednem a 7. říjnem.
Mistrovství světa jezdců vyhrál potřetí Jackie Stewart, závodící za Elf Team Tyrrell. Mezinárodní pohár konstruktérů získal John Player Team Lotus. V posledním závodě sezóny Stewartův týmový kolega Francois Cevert havaroval během sobotního tréninku a byl okamžitě mrtev. Tým Tyrrell ze závodu odstoupil a předal titul konstruktérů Lotusu. Následně Stewart zveřejnil své rozhodnutí z Formule 1 odejít, o kterém ale rozhodl již dříve.
Britský jezdec Roger Williamson zemřel také během sezóny při tragické havárii při Grand Prix Nizozemska, kde traťoví komisaři dorazili na místo nehody příliš pozdě a jeho kolega David Purley nebyl schopen osvobodit Williamsona z hořícího vraku.

## Týmy a jezdci
| Účastník | Konstruktér       | Šasi            | Motor                                        | Pneumatiky | Jezdci               | Závody              |
| --- | ----------------- | --------------- | -------------------------------------------- | ---------- | -------------------- | ------------------- |
| John Player Team Lotus                                                                                              | Lotus-Ford        | 72D 72E         | Ford Cosworth DFV 3,0 V8                     | G          | Emerson Fittipaldi   | Vše                 |
| John Player Team Lotus                                                                                              | Lotus-Ford        | 72D 72E         | Ford Cosworth DFV 3,0 V8                     | G          | Ronnie Peterson      | Vše                 |
| Elf Team Tyrrell | Elf Tyrrell-Ford  | 005 006         | Ford Cosworth DFV 3,0 V8                     | G          | Jackie Stewart       | Vše                 |
| Elf Team Tyrrell | Elf Tyrrell-Ford  | 005 006         | Ford Cosworth DFV 3,0 V8                     | G          | François Cevert      | Vše                 |
| Elf Team Tyrrell | Elf Tyrrell-Ford  | 005 006         | Ford Cosworth DFV 3,0 V8                     | G          | Chris Amon           | 14–15               |
| Motor Racing Developments Ceramica Pagnossin Team MRD Hexagon of Highgate                                           | Brabham-Ford      | BT37 BT42       | Ford Cosworth DFV 3,0 V8                     | G          | Carlos Reutemann     | Vše                 |
| Motor Racing Developments Ceramica Pagnossin Team MRD Hexagon of Highgate                                           | Brabham-Ford      | BT37 BT42       | Ford Cosworth DFV 3,0 V8                     | G          | Wilson Fittipaldi    | Vše                 |
| Motor Racing Developments Ceramica Pagnossin Team MRD Hexagon of Highgate                                           | Brabham-Ford      | BT37 BT42       | Ford Cosworth DFV 3,0 V8                     | G          | Andrea de Adamich    | 4–6, 8–9            |
| Motor Racing Developments Ceramica Pagnossin Team MRD Hexagon of Highgate                                           | Brabham-Ford      | BT37 BT42       | Ford Cosworth DFV 3,0 V8                     | G          | Rolf Stommelen       | 11–14               |
| Motor Racing Developments Ceramica Pagnossin Team MRD Hexagon of Highgate                                           | Brabham-Ford      | BT37 BT42       | Ford Cosworth DFV 3,0 V8                     | G          | John Watson          | 9, 15               |
| Yardley Team McLaren                                                                                                | McLaren-Ford      | M19A M19C M23   | Ford Cosworth DFV 3,0 V8                     | G          | Denny Hulme          | Vše                 |
| Yardley Team McLaren                                                                                                | McLaren-Ford      | M19A M19C M23   | Ford Cosworth DFV 3,0 V8                     | G          | Peter Revson         | 1–7, 9–15           |
| Yardley Team McLaren                                                                                                | McLaren-Ford      | M19A M19C M23   | Ford Cosworth DFV 3,0 V8                     | G          | Jody Scheckter       | 3, 8–9, 14–15       |
| Yardley Team McLaren                                                                                                | McLaren-Ford      | M19A M19C M23   | Ford Cosworth DFV 3,0 V8                     | G          | Jacky Ickx           | 11                  |
| Scuderia Ferrari SpA SEFAC                                                                                          | Ferrari           | 312B2 312B3     | Ferrari 001/1 3,0 F12 Ferrari 001/11 3,0 F12 | G          | Jacky Ickx           | 1–9, 13             |
| Scuderia Ferrari SpA SEFAC                                                                                          | Ferrari           | 312B2 312B3     | Ferrari 001/1 3,0 F12 Ferrari 001/11 3,0 F12 | G          | Arturo Merzario      | 1–3, 6, 8, 12–15    |
| Clarke-Mordaunt-Guthrie Racing Team Pierre Robert                                                                   | March-Ford        | 721G 731        | Ford Cosworth DFV 3,0 V8                     | F G        | Mike Beuttler        | 1–7, 9–15           |
| Clarke-Mordaunt-Guthrie Racing Team Pierre Robert                                                                   | March-Ford        | 721G 731        | Ford Cosworth DFV 3,0 V8                     | F G        | Reine Wisell         | 7–8                 |
| STP March Racing Team STP March / Wheatcroft Racing March Racing Team                                               | March-Ford        | 721G 731        | Ford Cosworth DFV 3,0 V8                     | G          | Jean-Pierre Jarier   | 1–3, 5–8, 12, 14–15 |
| STP March Racing Team STP March / Wheatcroft Racing March Racing Team                                               | March-Ford        | 721G 731        | Ford Cosworth DFV 3,0 V8                     | G          | Henri Pescarolo      | 4                   |
| STP March Racing Team STP March / Wheatcroft Racing March Racing Team                                               | March-Ford        | 721G 731        | Ford Cosworth DFV 3,0 V8                     | G          | Roger Williamson     | 9–10                |
| Brooke Bond Oxo - Rob Walker Team Surtees Brooke Bond Oxo Team Surtees Ceramica Pagnossin Team Surtees Team Surtees | Surtees FINA-Ford | TS9A TS9B TS14A | Ford Cosworth DFV 3,0 V8                     | F          | Mike Hailwood        | Vše                 |
| Brooke Bond Oxo - Rob Walker Team Surtees Brooke Bond Oxo Team Surtees Ceramica Pagnossin Team Surtees Team Surtees | Surtees FINA-Ford | TS9A TS9B TS14A | Ford Cosworth DFV 3,0 V8                     | F          | Carlos Pace          | Vše                 |
| Brooke Bond Oxo - Rob Walker Team Surtees Brooke Bond Oxo Team Surtees Ceramica Pagnossin Team Surtees Team Surtees | Surtees FINA-Ford | TS9A TS9B TS14A | Ford Cosworth DFV 3,0 V8                     | F          | Luiz Bueno           | 2                   |
| Brooke Bond Oxo - Rob Walker Team Surtees Brooke Bond Oxo Team Surtees Ceramica Pagnossin Team Surtees Team Surtees | Surtees FINA-Ford | TS9A TS9B TS14A | Ford Cosworth DFV 3,0 V8                     | F          | Andrea de Adamich    | 3                   |
| Brooke Bond Oxo - Rob Walker Team Surtees Brooke Bond Oxo Team Surtees Ceramica Pagnossin Team Surtees Team Surtees | Surtees FINA-Ford | TS9A TS9B TS14A | Ford Cosworth DFV 3,0 V8                     | F          | Jochen Mass          | 9, 11, 15           |
| Marlboro BRM | BRM               | P160C P160D     | BRM P142 3,0 V12                             | F          | Jean-Pierre Beltoise | Vše                 |
| Marlboro BRM | BRM               | P160C P160D     | BRM P142 3,0 V12                             | F          | Clay Regazzoni       | 1–13, 15            |
| Marlboro BRM | BRM               | P160C P160D     | BRM P142 3,0 V12                             | F          | Niki Lauda           | Vše                 |
| Marlboro BRM | BRM               | P160C P160D     | BRM P142 3,0 V12                             | F          | Peter Gethin         | 14                  |
| Frank Williams Racing Cars                                                                                          | Iso-Marlboro-Ford | FX3B IR         | Ford Cosworth DFV 3,0 V8                     | F          | Nanni Galli          | 1–2, 4–6            |
| Frank Williams Racing Cars                                                                                          | Iso-Marlboro-Ford | FX3B IR         | Ford Cosworth DFV 3,0 V8                     | F          | Howden Ganley        | Vše                 |
| Frank Williams Racing Cars                                                                                          | Iso-Marlboro-Ford | FX3B IR         | Ford Cosworth DFV 3,0 V8                     | F          | Jackie Pretorius     | 3                   |
| Frank Williams Racing Cars                                                                                          | Iso-Marlboro-Ford | FX3B IR         | Ford Cosworth DFV 3,0 V8                     | F          | Tom Belsø            | 7                   |
| Frank Williams Racing Cars                                                                                          | Iso-Marlboro-Ford | FX3B IR         | Ford Cosworth DFV 3,0 V8                     | F          | Henri Pescarolo      | 8, 11               |
| Frank Williams Racing Cars                                                                                          | Iso-Marlboro-Ford | FX3B IR         | Ford Cosworth DFV 3,0 V8                     | F          | Graham McRae         | 9                   |
| Frank Williams Racing Cars                                                                                          | Iso-Marlboro-Ford | FX3B IR         | Ford Cosworth DFV 3,0 V8                     | F          | Gijs van Lennep      | 10, 12–13           |
| Frank Williams Racing Cars                                                                                          | Iso-Marlboro-Ford | FX3B IR         | Ford Cosworth DFV 3,0 V8                     | F          | Tim Schenken         | 14                  |
| Frank Williams Racing Cars                                                                                          | Iso-Marlboro-Ford | FX3B IR         | Ford Cosworth DFV 3,0 V8                     | F          | Jacky Ickx           | 15                  |
| UOP Shadow Racing                                                                                                   | Shadow-Ford       | DN1             | Ford Cosworth DFV 3,0 V8                     | G          | Jackie Oliver        | 3–15                |
| UOP Shadow Racing                                                                                                   | Shadow-Ford       | DN1             | Ford Cosworth DFV 3,0 V8                     | G          | George Follmer       | 3–15                |
| UOP Shadow Racing                                                                                                   | Shadow-Ford       | DN1             | Ford Cosworth DFV 3,0 V8                     | G          | Brian Redman         | 15                  |
| Scribante Lucky Strike Racing                                                                                       | Lotus-Ford        | 72D             | Ford Cosworth DFV 3,0 V8                     | F          | Dave Charlton        | 3                   |
| Blignaut Lucky Strike Racing                                                                                        | Tyrrell-Ford      | 004             | Ford Cosworth DFV 3,0 V8                     | G          | Eddie Keizan         | 3                   |
| Embassy Racing | Shadow-Ford       | DN1             | Ford Cosworth DFV 3,0 V8                     | G          | Graham Hill          | 4–15                |
| Martini Racing Team                                                                                                 | Tecno             | PA123/6         | Tecno Series-P 3,0 F12                       | F          | Chris Amon           | 5–6, 9–10, 12       |
| LEC Refrigeration Racing                                                                                            | March-Ford        | 731             | Ford Cosworth DFV 3,0 V8                     | G          | David Purley         | 6, 9–11, 13         |
| Hesketh Racing | March-Ford        | 731             | Ford Cosworth DFV 3,0 V8                     | G          | James Hunt           | 6, 8–10, 12–15      |
| Team Ensign | Ensign-Ford       | N173            | Ford Cosworth DFV 3,0 V8                     | F          | Rikky von Opel       | 8–10, 12–15         |

### Změny před sezónou
V top týmech došlo k relativně málo změnám, ale ne méně než obvykle dále v pořadí:
- Továrně podporovaný tým Matra se stáhl z Formule 1. Už před sezónou 1972 zredukovali svůj provoz na jeden vůz a po sezóně skončil úplně.
- S podporou Universal Oil Products a technickou podporou od bývalého designéra BRM Tonyho Southgate vstoupil tým ze série Can-Am Shadow Racing Cars do sezóny 1973 Formule 1. Shadow s sebou přivedl svého jezdce ze série Can-Am Jackieho Olivera a podepsal šampiona série Can-Am z roku 1972 George Follmera. Nakonec tým prodal šasi novému vlastnímu týmu Grahama Hilla - Embassy Racing.
- Lotus podepsal Ronnieho Petersona z Marche.
- Hill se přestěhoval z Brabhamu, kde jeho místo zaujal Andrea de Adamich. Ital přišel ze Surtees, kde jeho místo zaujal Carlos Pace.
- Poté, co Pace a Henri Pescarolo odešli, musel Frank Williams najít dva nové jezdce: Howdena Ganleyho z BRM a Nanniho Galliho z Tecna. Tecno podepsalo posledního jezdce Matry, Chrise Amona.[2]
- BRM podepsalo smlouvu s Clayem Regazzonim[3] a s Niki Laudou vedle Jeana-Pierra Beltoise. Jednalo se o zlaté trio jezdců, ale podařilo se jim získat pouze dvanáct bodů a tým skončil sedmý v šampionátu konstruktérů. Mírnou útěchou pro Regazzoniho, který přes zimu opustil Ferrari, bylo to, že italský tým skončil jen o jedno místo výše se stejným počtem bodů.
- Poté, co Peterson a Lauda opustili March, podepsali tým Jeana-Pierra Jarier. Jarier měl za tým jezdit ve Formuli 2, ale dostal také místo ve Formuli 1. Jeho sezóna ve Formuli 1 byla obtížná a během roku se klasifikoval pouze jednou, ale podařilo se mu získat titul ve Formuli 2 dominantním způsobem.

### Změny během sezóny
- Budoucí mistr světa James Hunt debutoval při Grand Prix Monaka, řídil soukromý vůz March 731 přihlášený týmem Hesketh Racing. Byl to také debut týmu.
- V tomto závodě debutoval také David Purley pro tým LEC Refrigeration Racing, což byl jeho vlastní tým sponzorovaný jeho rodinnou chladicí společností. Stejně jako Hunt řídil March 731. Tým LEC se vrátil s vlastním šasi v roce 1977.
- Po pěti závodech Nanni Galli oznámil svůj odchod z Formule 1. Jeho místo v týmu Franka Williamse ve zbývající části sezóny zaujalo sedm různých jezdců.
- Šampion britské Formule 3 ze sezóny 1972 Rikky von Opel objednal šasi Formule 1 pro svůj tým ve Formuli 3 Ensign.[4] Tým debutoval při Grand Prix Francie.
- Při Grand Prix Velké Británie debutoval dvojnásobný britský šampion Formule 3 Roger Williamson. Teprve ve svém druhém závodě, Grand Prix Nizozemska, havaroval a zemřel při následném požáru.[5]
- Rolf Stommelen se vrátil do Formule 1, aby v Brabhamu nahradil Andreu de Adamicha. Ital byl těžce zraněn při hromadné nehodě na Silverstone. Trvalo třicet minut, než by vytažen z vozu.[6][7][8]
- Tým Tecno skončil tři závody před koncem sezóny poté, co po několika sporech vnikla v týmu toxická atmosféra.[9] Jezdec Chris Amon se přestěhoval do týmu Tyrrell a začal s přípravami svého vlastního závodního týmu.

## Kalendář
| Pořadí | Grand Prix                       | Okruh                                        | Datum        |
| ------ | -------------------------------- | -------------------------------------------- | ------------ |
| 1      | Grand Prix Argentiny             | Autódromo Oscar Alfredo Gálvez, Buenos Aires | 28. leden    |
| 2      | Grand Prix Brazílie              | Autodromo de Interlagos, São Paulo           | 11. únor     |
| 3      | Grand Prix Jihoafrické republiky | Kyalami Grand Prix Circuit, Midrand          | 3. březen    |
| 4      | Grand Prix Španělska             | Montjuïc circuit, Barcelona                  | 29. duben    |
| 5      | Grand Prix Belgie                | Circuit Zolder, Heusden-Zolder               | 20. květen   |
| 6      | Grand Prix Monaka                | Circuit de Monaco, Monte Carlo               | 3. červen    |
| 7      | Grand Prix Švédska               | Scandinavian Raceway, Anderstorp             | 17. červen   |
| 8      | Grand Prix Francie               | Paul Ricard Circuit, Le Castellet            | 1. červenec  |
| 9      | Grand Prix Velké Británie        | Silverstone Circuit, Silverstone             | 14. červenec |
| 10     | Grand Prix Nizozemska            | Circuit Zandvoort, Zandvoort                 | 29. červenec |
| 11     | Grand Prix Německa               | Nürburgring, Nürburg                         | 5. srpen     |
| 12     | Grand Prix Rakouska              | Österreichring, Spielberg                    | 19. srpen    |
| 13     | Grand Prix Itálie                | Autodromo Nazionale di Monza, Monza          | 9. září      |
| 14     | Grand Prix Kanady                | Mosport Park, Bowmanville                    | 27. září     |
| 15     | Grand Prix USA                   | Watkins Glen International, New York         | 7. říjen     |

### Změny v kalendáři
Kalendář byl rozšířen z 12 na 15 závodů:
- Grand Prix Brazílie se jela poprvé na Autodromo de Interlagos a Grand Prix Švédska se jela poprvé na Scandinavian Raceway.
- Grand Prix Nizozemska se vrátila do kalendáře poté, co byla v roce 1972 zrušena kvůli bezpečnostním opatřením, které nebyly dokončeny včas. Opatření zahrnovala nový asfalt, nové bariéry, změnu uspořádání okruhu a novou řídicí věž závodu.

Další změny:
- Grand Prix Belgie a Grand Prix Monaka si vyměnily místa v kalendáři, takže závod v Monaku se jel druhý v sezóně. Belgický závod také přinesl neoficiální označení Grand Prix Evropy pro rok 1973.[10]
- Grand Prix Španělska byla přesunuta z Jaramy do Montjuïc v rámci střídání události mezi dvěma okruhy. Stejně tak byla Grand Prix Belgie přesunuta z Nivelles-Baulers na Circuit Zolder a Grand Prix Velké Británie byla přesunuta z Brands Hatch na Silverstone.
- Grand Prix Francie byla přesunuta z okruhu Charade na okruh Paula Ricarda.

## Změny předpisů

### Technické předpisy
- Minimální hmotnost vozu byla zvýšena z 550 kilogramů na 575 kilogramů.[11]

### Sportovní předpisy
- Jezdci před závodem absolvovali celé zahřívací kolo. Dříve vozy vytvořily provizorní startovní rošt kousek za oficiálním startovním roštem a poté se jednoduše přesunuly z jednoho startovního roštu na druhý, aby zahájily závod.
- Systém číslování týmů byl formalizován:
  - Od druhého závodu sezóny byli týmoví kolegové spárováni: jezdci Lotusu dostali čísla 1 a 2, jezdci Tyrrellu čísla 3 a 4 a tak dále.[12] Čísla přidělená každému týmu se ještě během několika závodů změnila.
  - Před pátým závodem v kalendáři bylo stanoveno pevné pořadí číslování týmů na zbytek sezóny.[13]
  - Pro sezónu 1974 byla čísla přidělena na základě umístění v šampionátu konstruktérů ze sezóny 1973. Poté týmy neměnily čísla, pokud nevyhrály šampionát mezi jezdci nebo nepodepsaly úřadujícího mistra světa, nebo pokud tento nebo jiný tým ze soutěže nevypadl.
- V sezóně 1973 se poprvé ve Formuli 1 objevil Safety car v podobě Porsche 914 při Grand Prix Kanady.[14] Pojem safety car byl však oficiálně představen až o dvacet let později, v sezóně 1993.

## Výsledky a pořadí

### Grands Prix
| Pořadí | Grand Prix                       | Pole position      | Nejrychlejší kolo              | Vítěz závodu       | Vítězný tým  | Pneumatiky | Výsledky |
| ------ | -------------------------------- | ------------------ | ------------------------------ | ------------------ | ------------ | ---------- | -------- |
| 1      | Grand Prix Argentiny             | Clay Regazzoni     | Emerson Fittipaldi             | Emerson Fittipaldi | Lotus-Ford   | G          | Výsledky |
| 2      | Grand Prix Brazílie              | Ronnie Peterson    | Emerson Fittipaldi Denny Hulme | Emerson Fittipaldi | Lotus-Ford   | G          | Výsledky |
| 3      | Grand Prix Jihoafrické republiky | Denny Hulme        | Emerson Fittipaldi             | Jackie Stewart     | Tyrrell-Ford | G          | Výsledky |
| 4      | Grand Prix Španělska             | Ronnie Peterson    | Ronnie Peterson                | Emerson Fittipaldi | Lotus-Ford   | G          | Výsledky |
| 5      | Grand Prix Belgie                | Ronnie Peterson    | François Cevert                | Jackie Stewart     | Tyrrell-Ford | G          | Výsledky |
| 6      | Grand Prix Monaka                | Jackie Stewart     | Emerson Fittipaldi             | Jackie Stewart     | Tyrrell-Ford | G          | Výsledky |
| 7      | Grand Prix Švédska               | Ronnie Peterson    | Denny Hulme                    | Denny Hulme        | McLaren-Ford | G          | Výsledky |
| 8      | Grand Prix Francie               | Jackie Stewart     | Denny Hulme                    | Ronnie Peterson    | Lotus-Ford   | G          | Výsledky |
| 9      | Grand Prix Velké Británie        | Ronnie Peterson    | James Hunt                     | Peter Revson       | McLaren-Ford | G          | Výsledky |
| 10     | Grand Prix Nizozemska            | Ronnie Peterson    | Ronnie Peterson                | Jackie Stewart     | Tyrrell-Ford | G          | Výsledky |
| 11     | Grand Prix Německa               | Jackie Stewart     | Carlos Pace                    | Jackie Stewart     | Tyrrell-Ford | G          | Výsledky |
| 12     | Grand Prix Rakouska              | Emerson Fittipaldi | Carlos Pace                    | Ronnie Peterson    | Lotus-Ford   | G          | Výsledky |
| 13     | Grand Prix Itálie                | Ronnie Peterson    | Jackie Stewart                 | Ronnie Peterson    | Lotus-Ford   | G          | Výsledky |
| 14     | Grand Prix Kanady                | Ronnie Peterson    | Emerson Fittipaldi             | Peter Revson       | McLaren-Ford | G          | Výsledky |
| 15     | Grand Prix USA                   | Ronnie Peterson    | James Hunt                     | Ronnie Peterson    | Lotus-Ford   | G          | Výsledky |

### Bodový systém
Body získalo šest nejlepších klasifikovaných jezdců. Mezinárodní pohár konstruktérů započítával pouze body jezdce s nejvyšším umístěním v každém závodě. Pro Mistrovství i Pohár se počítalo sedm nejlepších výsledků z kol 1-8 a šest nejlepších výsledků z kol 8-15.
Čísla bez závorek jsou mistrovské body a čísla v závorkách představují celkový počet získaných bodů. Body byly udělovány v následujícím systému:
| Umístění | 1. | 2. | 3. | 4. | 5. | 6. |
| -------- | -- | -- | -- | -- | -- | -- |
| Body     | 9  | 6  | 4  | 3  | 2  | 1  |
| Zdroj:   |    |    |    |    |    |    |

### Pořadí jedzců
| Poř. | Jezdec               | ARG | BRA | RSA | ESP | BEL | MON | SWE | FRA | GBR | NED  | GER | AUT | ITA | CAN | USA  | Body |
| ---- | -------------------- | --- | --- | --- | --- | --- | --- | --- | --- | --- | ---- | --- | --- | --- | --- | ---- | ---- |
| 1    | Jackie Stewart       | 3   | 2   | 1   | Ret | 1   | 1   | 5   | 4   | 10  | 1    | 1   | 2   | 4   | 5   | DNS  | 71   |
| 2    | Emerson Fittipaldi   | 1   | 1   | 3   | 1   | 3   | 2   | 12  | Ret | Ret | Ret  | 6   | Ret | 2   | 2   | 6    | 55   |
| 3    | Ronnie Peterson      | Ret | Ret | 11  | Ret | Ret | 3   | 2   | 1   | 2   | 11   | Ret | 1   | 1   | Ret | 1    | 52   |
| 4    | François Cevert      | 2   | 10  | NC  | 2   | 2   | 4   | 3   | 2   | 5   | 2    | 2   | Ret | 5   | Ret | DNS† | 47   |
| 5    | Peter Revson         | 8   | Ret | 2   | 4   | Ret | 5   | 7   |     | 1   | 4    | 9   | Ret | 3   | 1   | 5    | 38   |
| 6    | Denny Hulme          | 5   | 3   | 5   | 6   | 7   | 6   | 1   | 8   | 3   | Ret  | 12  | 8   | 15  | 13  | 4    | 26   |
| 7    | Carlos Reutemann     | Ret | 11  | 7   | Ret | Ret | Ret | 4   | 3   | 6   | Ret  | Ret | 4   | 6   | 8   | 3    | 16   |
| 8    | James Hunt           |     |     |     |     |     | 9   |     | 6   | 4   | 3    |     | Ret | DNS | 7   | 2    | 14   |
| 9    | Jacky Ickx           | 4   | 5   | Ret | 12  | Ret | Ret | 6   | 5   | 8   |      | 3   |     | 8   |     | 7    | 12   |
| 10   | Jean-Pierre Beltoise | Ret | Ret | Ret | 5   | Ret | Ret | Ret | 11  | Ret | 5    | Ret | 5   | 13  | 4   | 9    | 9    |
| 11   | Carlos Pace          | Ret | Ret | Ret | Ret | 8   | Ret | 10  | 13  | Ret | 7    | 4   | 3   | Ret | 18  | Ret  | 7    |
| 12   | Arturo Merzario      | 9   | 4   | 4   |     |     | Ret |     | 7   |     |      |     | 7   | Ret | 15  | 16   | 6    |
| 13   | George Follmer       |     |     | 6   | 3   | Ret | DNS | 14  | Ret | Ret | 10   | Ret | Ret | 10  | 17  | 14   | 5    |
| 14   | Jackie Oliver        |     |     | Ret | Ret | Ret | 10  | Ret | Ret | Ret | Ret  | 8   | Ret | 11  | 3   | 15   | 4    |
| 15   | Andrea de Adamich    |     |     | 8   | Ret | 4   | 7   |     | Ret | Ret |      |     |     |     |     |      | 3    |
| =    | Wilson Fittipaldi    | 6   | Ret | Ret | 10  | Ret | 11  | Ret | 16  | Ret | Ret  | 5   | Ret | Ret | 11  | NC   | 3    |
| 17   | Niki Lauda           | Ret | 8   | Ret | Ret | 5   | Ret | 13  | 9   | 12  | Ret  | Ret | DNS | Ret | Ret | Ret  | 2    |
| =    | Clay Regazzoni       | 7   | 6   | Ret | 9   | 10  | Ret | 9   | 12  | 7   | 8    | Ret | 6   | Ret |     | 8    | 2    |
| 19   | Chris Amon           |     |     |     |     | 6   | Ret |     |     | Ret | Ret  |     | DNS |     | 10  | DNS  | 1    |
| =    | Gijs van Lennep      |     |     |     |     |     |     |     |     |     | 6    |     | 9   | Ret |     |      | 1    |
| =    | Howden Ganley        | NC  | 7   | 10  | Ret | Ret | Ret | 11  | 14  | 9   | 9    | DNS | NC  | NC  | 6   | 12   | 1    |
| —    | Mike Hailwood        | Ret | Ret | Ret | Ret | Ret | 8   | Ret | Ret | Ret | Ret  | 14  | 10  | 7   | 9   | Ret  | 0    |
| —    | Mike Beuttler        | 10  | Ret | NC  | 7   | 11  | Ret | 8   |     | 11  | Ret  | 16  | Ret | Ret | Ret | 10   | 0    |
| —    | Jochen Mass          |     |     |     |     |     |     |     |     | Ret |      | 7   |     |     |     | Ret  | 0    |
| —    | Henri Pescarolo      |     |     |     | 8   |     |     |     | Ret |     |      | 10  |     |     |     |      | 0    |
| —    | Graham Hill          |     |     |     | Ret | 9   | Ret | Ret | 10  | Ret | NC   | 13  | Ret | 14  | 16  | 13   | 0    |
| —    | Nanni Galli          | Ret | 9   |     | 11  | Ret | Ret |     |     |     |      |     |     |     |     |      | 0    |
| —    | David Purley         |     |     |     |     |     | Ret |     |     | DNS | Ret  | 15  |     | 9   |     |      | 0    |
| —    | Jody Scheckter       |     |     | 9   |     |     |     |     | Ret | Ret |      |     |     |     | Ret | Ret  | 0    |
| —    | Rolf Stommelen       |     |     |     |     |     |     |     |     |     |      | 11  | Ret | 12  | 12  |      | 0    |
| —    | Jean-Pierre Jarier   | Ret | Ret | NC  |     | Ret | Ret | Ret | Ret |     |      |     | Ret |     | NC  | 11   | 0    |
| —    | Luiz Bueno           |     | 12  |     |     |     |     |     |     |     |      |     |     |     |     |      | 0    |
| —    | Rikky von Opel       |     |     |     |     |     |     |     | 15  | 13  | DNS  |     | Ret | Ret | NC  | Ret  | 0    |
| —    | Tim Schenken         |     |     |     |     |     |     |     |     |     |      |     |     |     | 14  |      | 0    |
| —    | Eddie Keizan         |     |     | NC  |     |     |     |     |     |     |      |     |     |     |     |      | 0    |
| —    | Roger Williamson     |     |     |     |     |     |     |     |     | Ret | Ret† |     |     |     |     |      | 0    |
| —    | John Watson          |     |     |     |     |     |     |     |     | Ret |      |     |     |     |     | Ret  | 0    |
| —    | Reine Wisell         |     |     |     |     |     |     | DNS | Ret |     |      |     |     |     |     |      | 0    |
| —    | Dave Charlton        |     |     | Ret |     |     |     |     |     |     |      |     |     |     |     |      | 0    |
| —    | Jackie Pretorius     |     |     | Ret |     |     |     |     |     |     |      |     |     |     |     |      | 0    |
| —    | Graham McRae         |     |     |     |     |     |     |     |     | Ret |      |     |     |     |     |      | 0    |
| —    | Peter Gethin         |     |     |     |     |     |     |     |     |     |      |     |     |     | Ret |      | 0    |
| —    | Brian Redman         |     |     |     |     |     |     |     |     |     |      |     |     |     |     | DSQ  | 0    |
| —    | Tom Belsø            |     |     |     |     |     |     | DNS |     |     |      |     |     |     |     |      | 0    |
| Poř. | Jezdec               | ARG | BRA | RSA | ESP | BEL | MON | SWE | FRA | GBR | NED  | GER | AUT | ITA | CAN | USA  | Body |

| Legenda k tabulce | Legenda k tabulce                                                                       |
| Barva             | Výsledek                                                                                |
| ----------------- | --------------------------------------------------------------------------------------- |
| Zlatá             | Vítěz                                                                                   |
| Stříbrná          | 2. místo                                                                                |
| Bronzová          | 3. místo                                                                                |
| Zelená            | Bodované umístění                                                                       |
| Modrá             | Nebodované umístění                                                                     |
| Modrá             | Dokončil neklasifikován (NC)                                                            |
| Fialová           | Odstoupil (Ret)                                                                         |
| Červená           | Nekvalifikoval se (DNQ)                                                                 |
| Červená           | Nepředkvalifikoval se (DNPQ)                                                            |
| Černá             | Diskvalifikován (DSQ)                                                                   |
| Bílá              | Nestartoval (DNS)                                                                       |
| Bílá              | Závod zrušen (C)                                                                        |
| Světle modrá      | Pouze trénoval (PO)                                                                     |
| Světle modrá      | Páteční testovací jezdec (TD)                                                           |
| Bez barvy         | Netrénoval (DNP)                                                                        |
| Bez barvy         | Vyřazen (EX)                                                                            |
| Bez barvy         | Nepřijel (DNA)                                                                          |
| Bez barvy         | Odvolal účast (WD)                                                                      |
| Bez barvy         | Nezúčastnil se (prázdné)                                                                |
| Označení          | Význam                                                                                  |
| Tučnost           | Pole position                                                                           |
| Kurzíva           | Nejrychlejší kolo                                                                       |
| †                 | Jezdec nedojel do cíle, ale byl klasifikován, protože odjel více než 90 % délky závodu. |
| ‡                 | Byl udělován poloviční počet bodů, protože bylo odjeto méně než 75 % délky závodu.      |
| Horní index       | Umístění bodujících jezdců ve sprintu                                                   |

† Williamson utrpěl smrtelnou nehodu při Grand Prix Nizozemska.
† Cevert utrpěl smrtelnou nehodu při kvalifikaci na Grand Prix USA.

### Pořadí konstruktérů
| Poř.   | Konstruktér       | ARG | BRA | RSA | ESP | BEL | MON | SWE | FRA | GBR | NED | GER | AUT | ITA | CAN | USA | Body    |
| ------ | ----------------- | --- | --- | --- | --- | --- | --- | --- | --- | --- | --- | --- | --- | --- | --- | --- | ------- |
| 1      | Lotus-Ford        | 1   | 1   | 3   | 1   | (3) | 2   | 2   | 1   | 2   | 11  | 6   | 1   | 1   | 2   | 1   | 92 (96) |
| 2      | Tyrrell-Ford      | 2   | 2   | 1   | 2   | 1   | 1   | (3) | 2   | 5   | 1   | 1   | 2   | 4   | 5   | DNS | 82 (86) |
| 3      | McLaren-Ford      | 5   | 3   | 2   | 4   | 7   | 5   | 1   | 8   | 1   | 4   | 3   | 8   | 3   | 1   | 4   | 58      |
| 4      | Brabham-Ford      | 6   | 11  | 7   | 10  | 4   | 7   | 4   | 3   | 6   | Ret | 5   | 4   | 6   | 8   | 3   | 22      |
| 5      | March-Ford        | 10  | Ret | NC  | 7   | 11  | 9   | 8   | 6   | 4   | 3   | 15  | Ret | 9   | 7   | 2   | 14      |
| 6      | Ferrari           | 4   | 4   | 4   | 12  | Ret | Ret | 6   | 5   | 8   | WD  | WD  | 7   | 8   | 15  | 16  | 12      |
| 7      | BRM               | 7   | 6   | Ret | 5   | 5   | Ret | 9   | 9   | 7   | 5   | Ret | 5   | 13  | 4   | 8   | 12      |
| 8      | Shadow-Ford       |     | WD  | 6   | 3   | 9   | 10  | 14  | 10  | Ret | 10  | 8   | Ret | 10  | 3   | 13  | 9       |
| 9      | Surtees-Ford      | Ret | 12  | 8   | Ret | 8   | 8   | 10  | 13  | Ret | 7   | 4   | 3   | 7   | 9   | Ret | 7       |
| 10     | Iso-Marlboro-Ford | NC  | 7   | 10  | 11  | Ret | Ret | 11  | 14  | 9   | 6   | 10  | 9   | NC  | 6   | 7   | 2       |
| 11     | Tecno             |     |     |     |     | 6   | Ret | WD  | WD  | Ret | Ret | WD  | DNS | WD  |     |     | 1       |
| —      | Ensign-Ford       |     |     |     | WD  | WD  |     | WD  | 15  | 13  | DNS | WD  | Ret | Ret | NC  | Ret | 0       |
| Poř.   | Konstruktér       | ARG | BRA | RSA | ESP | BEL | MON | SWE | FRA | GBR | NED | GER | AUT | ITA | CAN | USA | Body    |
| Zdroj: |                   |     |     |     |     |     |     |     |     |     |     |     |     |     |     |     |         |

| Legenda k tabulce | Legenda k tabulce                                                                       |
| Barva             | Výsledek                                                                                |
| ----------------- | --------------------------------------------------------------------------------------- |
| Zlatá             | Vítěz                                                                                   |
| Stříbrná          | 2. místo                                                                                |
| Bronzová          | 3. místo                                                                                |
| Zelená            | Bodované umístění                                                                       |
| Modrá             | Nebodované umístění                                                                     |
| Modrá             | Dokončil neklasifikován (NC)                                                            |
| Fialová           | Odstoupil (Ret)                                                                         |
| Červená           | Nekvalifikoval se (DNQ)                                                                 |
| Červená           | Nepředkvalifikoval se (DNPQ)                                                            |
| Černá             | Diskvalifikován (DSQ)                                                                   |
| Bílá              | Nestartoval (DNS)                                                                       |
| Bílá              | Závod zrušen (C)                                                                        |
| Světle modrá      | Pouze trénoval (PO)                                                                     |
| Světle modrá      | Páteční testovací jezdec (TD)                                                           |
| Bez barvy         | Netrénoval (DNP)                                                                        |
| Bez barvy         | Vyřazen (EX)                                                                            |
| Bez barvy         | Nepřijel (DNA)                                                                          |
| Bez barvy         | Odvolal účast (WD)                                                                      |
| Bez barvy         | Nezúčastnil se (prázdné)                                                                |
| Označení          | Význam                                                                                  |
| Tučnost           | Pole position                                                                           |
| Kurzíva           | Nejrychlejší kolo                                                                       |
| †                 | Jezdec nedojel do cíle, ale byl klasifikován, protože odjel více než 90 % délky závodu. |
| ‡                 | Byl udělován poloviční počet bodů, protože bylo odjeto méně než 75 % délky závodu.      |
| Horní index       | Umístění bodujících jezdců ve sprintu                                                   |

Tým Ensign, který během šampionátu nezískal žádné body, tak nebyl klasifikován v oficiálních výsledcích FIA.

## Nemistrovské závody
Sezóna 1973 zahrnovala dva nemistrovské závody, které byly otevřené pro vozy Formule 1 i vozy Formule 5000.
Závody se nezapočítávaly do mistrovství světa jezdců ve Formuli 1 ani do mistrovství světa konstruktérů ve Formuli 1.
| Závod                         | Okruh        | Datum      | Vítěz závodu   | Vítězný konstruktér |
| ----------------------------- | ------------ | ---------- | -------------- | ------------------- |
| VIII Race of Champions        | Brands Hatch | 18. březen | Peter Gethin   | Chevron-Chevrolet   |
| XXV BRDC International Trophy | Silverstone  | 8. duben   | Jackie Stewart | Tyrrell-Ford        |